# Diemelsee
Diemelsee település Németországban, Hessen tartományban. Lakosainak száma 4686 fő (2023. december 31.).

## Népesség
A település népességének változása:
| Lakosok száma | 4788 | 4803 | 4733 | 4623 | 4706 | 4686 |
|               | 2014 | 2017 | 2019 | 2021 | 2022 | 2023 |